# Parque Nacional de Big Bend

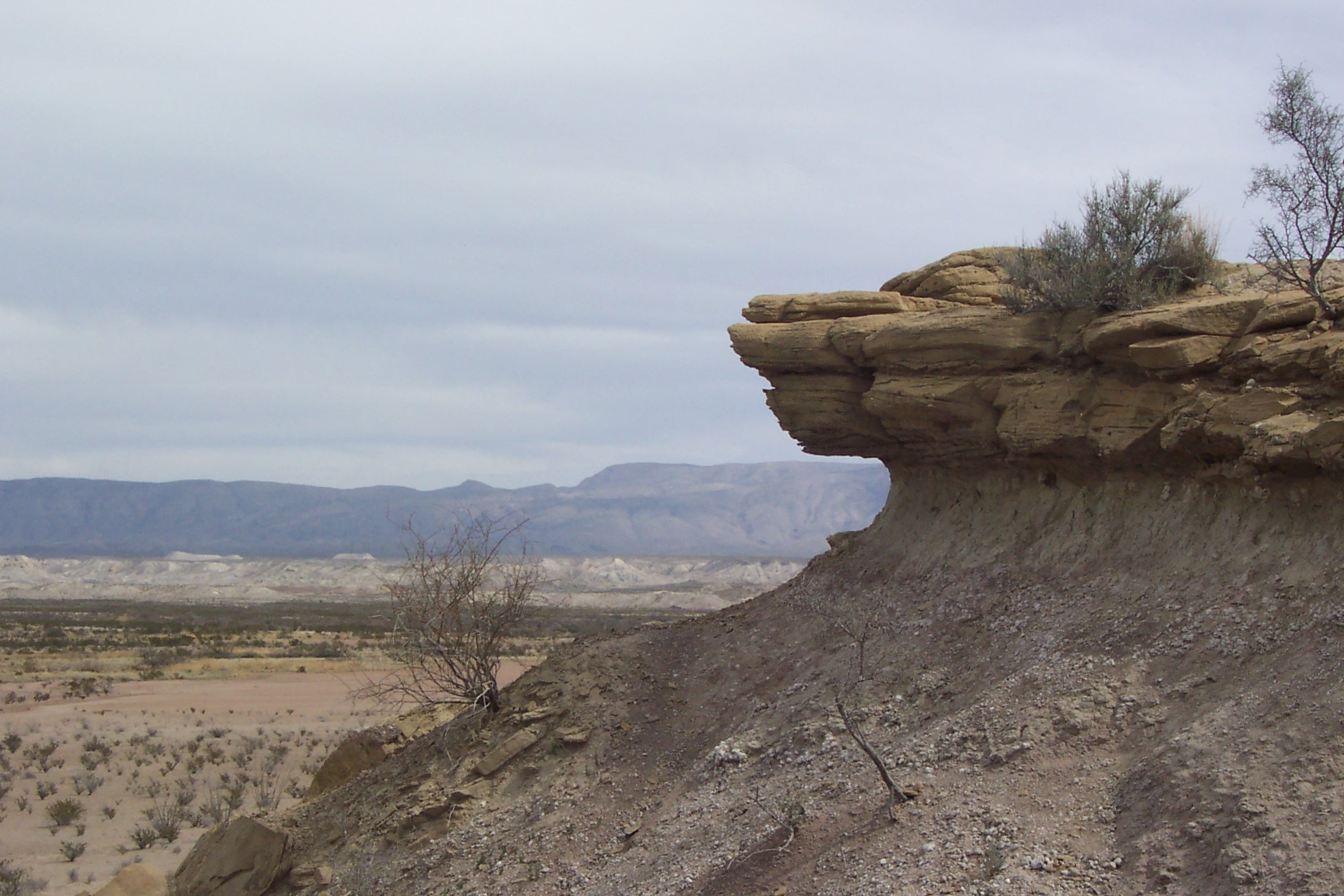
Deserto de Chihuahua - Big Bend National Park

Big Bend National Park é um parque nacional localizado nos Estados Unidos. O parque tem importância nacional como a maior área protegida de topografia e ecologia do deserto de Chihuahua nos Estados Unidos. O parque protege mais de 1.200 espécies de plantas, mais de 450 espécies de aves, 56 espécies de répteis e 75 espécies de mamíferos.
As características geológicas do parque incluem fósseis marinhos e ossos de dinossauros, bem como diques vulcânicos. A área tem uma rica história cultural, desde sítios arqueológicos que datam de quase 10.000 anos até pioneiros, fazendeiros e garimpeiros mais recentes.
O parque engloba uma área de 3.242,2 quilômetros quadrados. Por mais de 1.600 quilômetros, o Rio Grande forma a fronteira natural entre o México e os Estados Unidos, e o Parque Nacional de Big Bend partilha 190 quilômetros dessa fronteira. O parque recebeu o nome de uma grande curva no rio ("Big Bend") na fronteira do estado norte-americano do Texas com o México.
Como o Rio Grande serve como uma fronteira internacional, o parque enfrenta restrições incomuns ao administrar e aplicar regras, regulamentos e políticas do parque. De acordo com o Tratado de Guadalupe Hidalgo, o território do parque se estende apenas até o centro do canal fluvial mais profundo, como o rio corria em 1848, na época em que o tratado foi assinado. O restante da terra ao sul daquele canal, e o rio, fica dentro do território do México. O parque faz fronteira com as áreas protegidas do Parque Nacional Cañon de Santa Elena e Maderas del Carmen, no estado mexicano de Chihuahua.

## Galeria de imagens

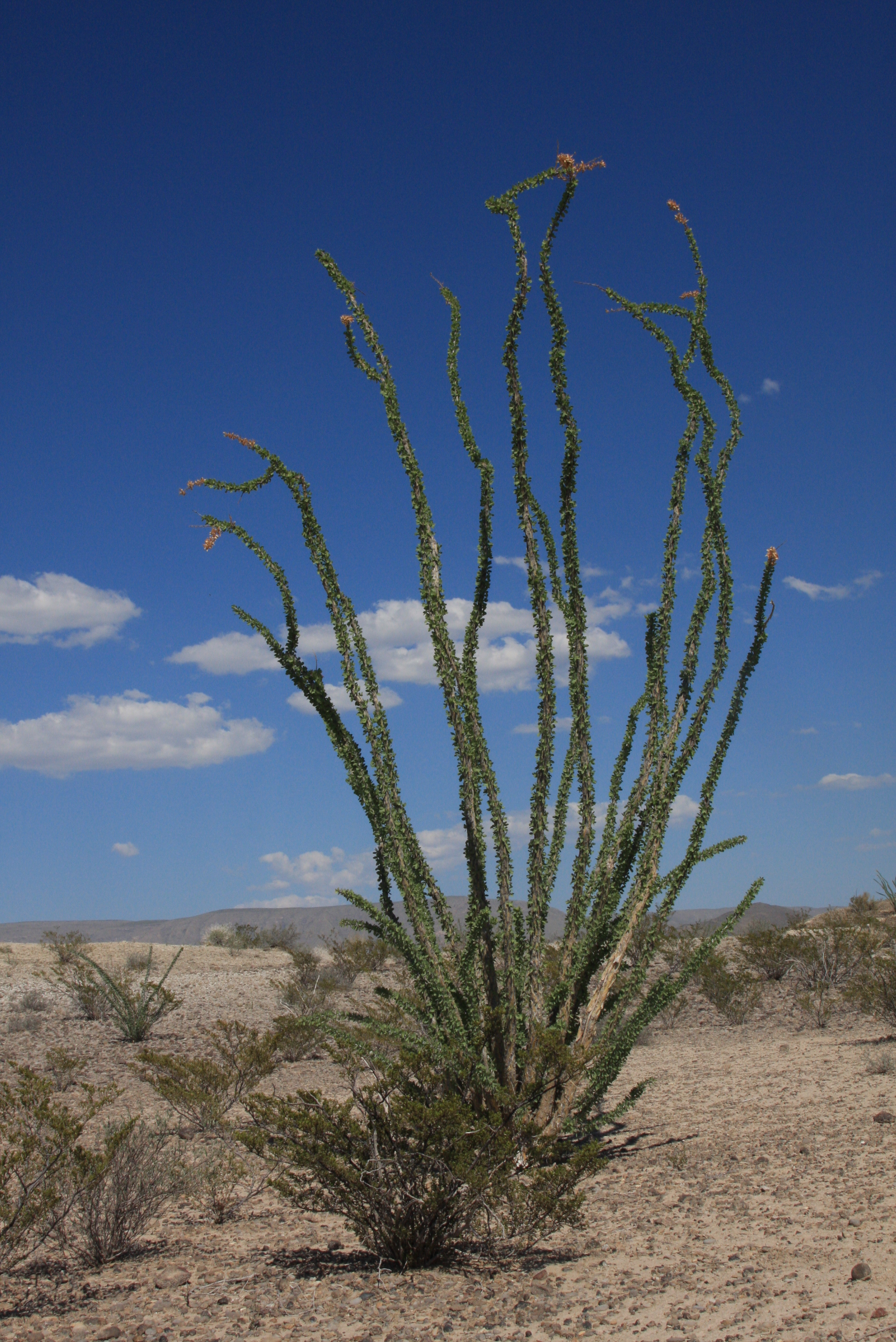
Ocotillo
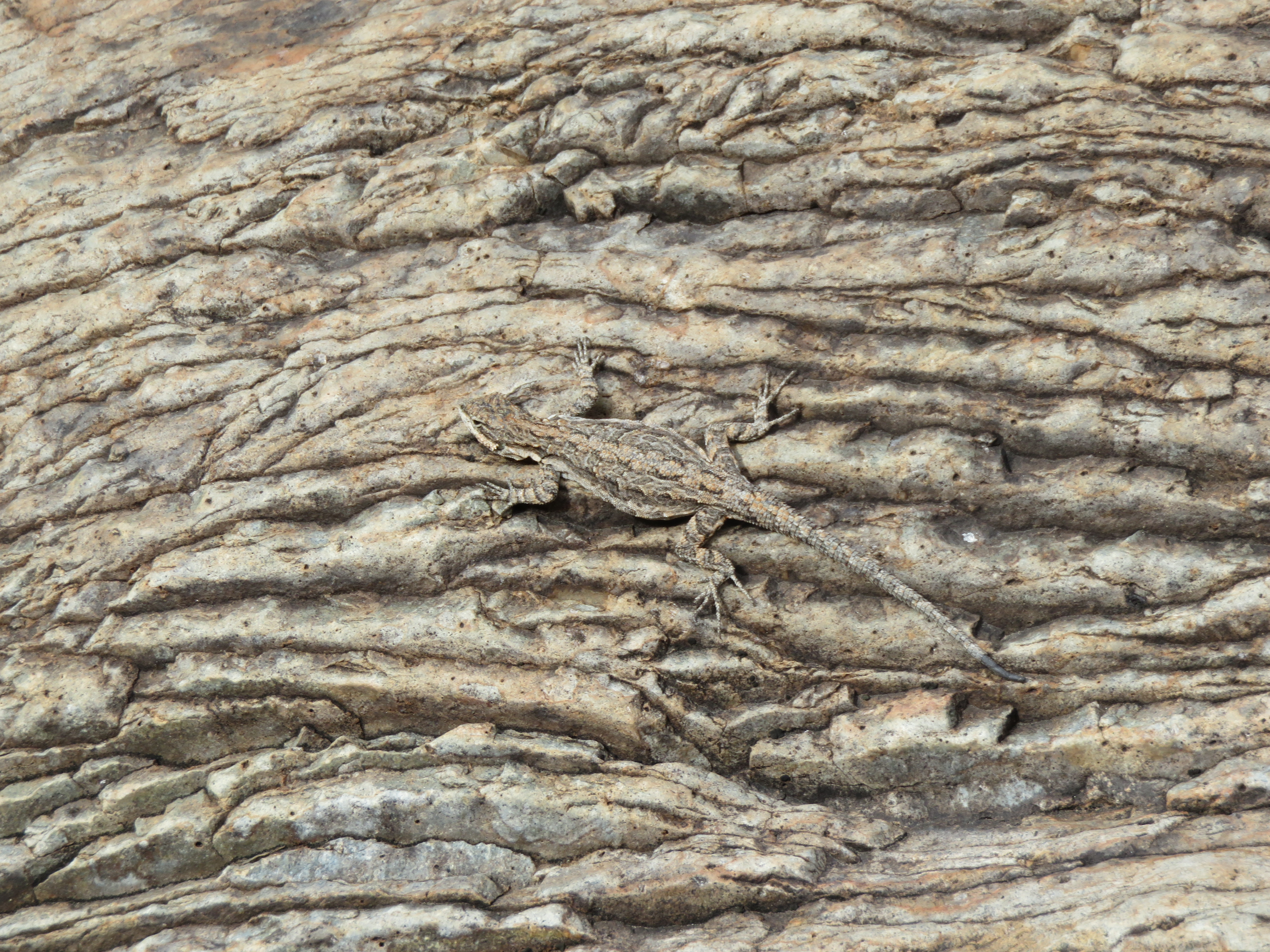
Lagarto misturando-se com uma formação rochosa
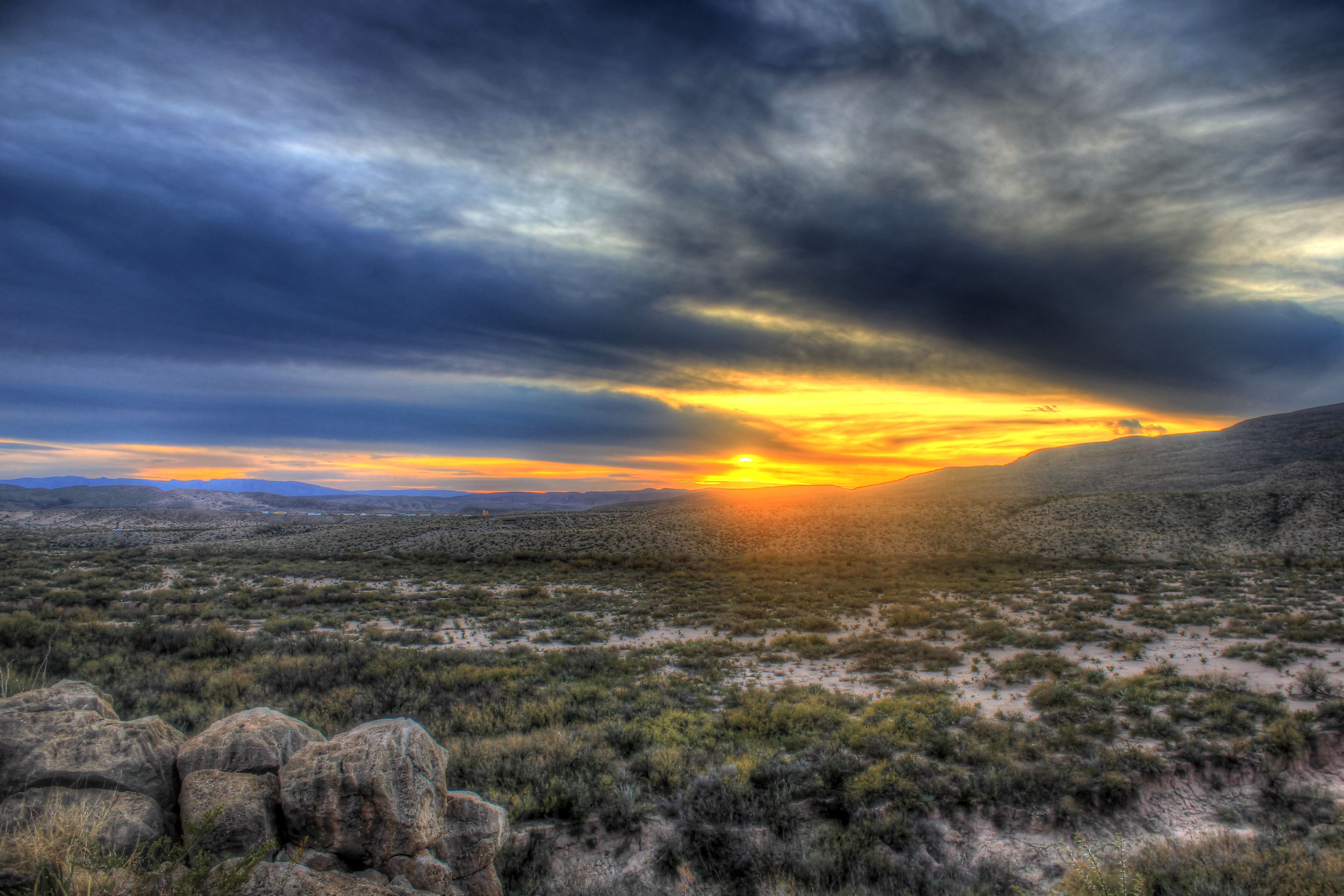
Pôr-do-sol visto do Boquillas Canyon
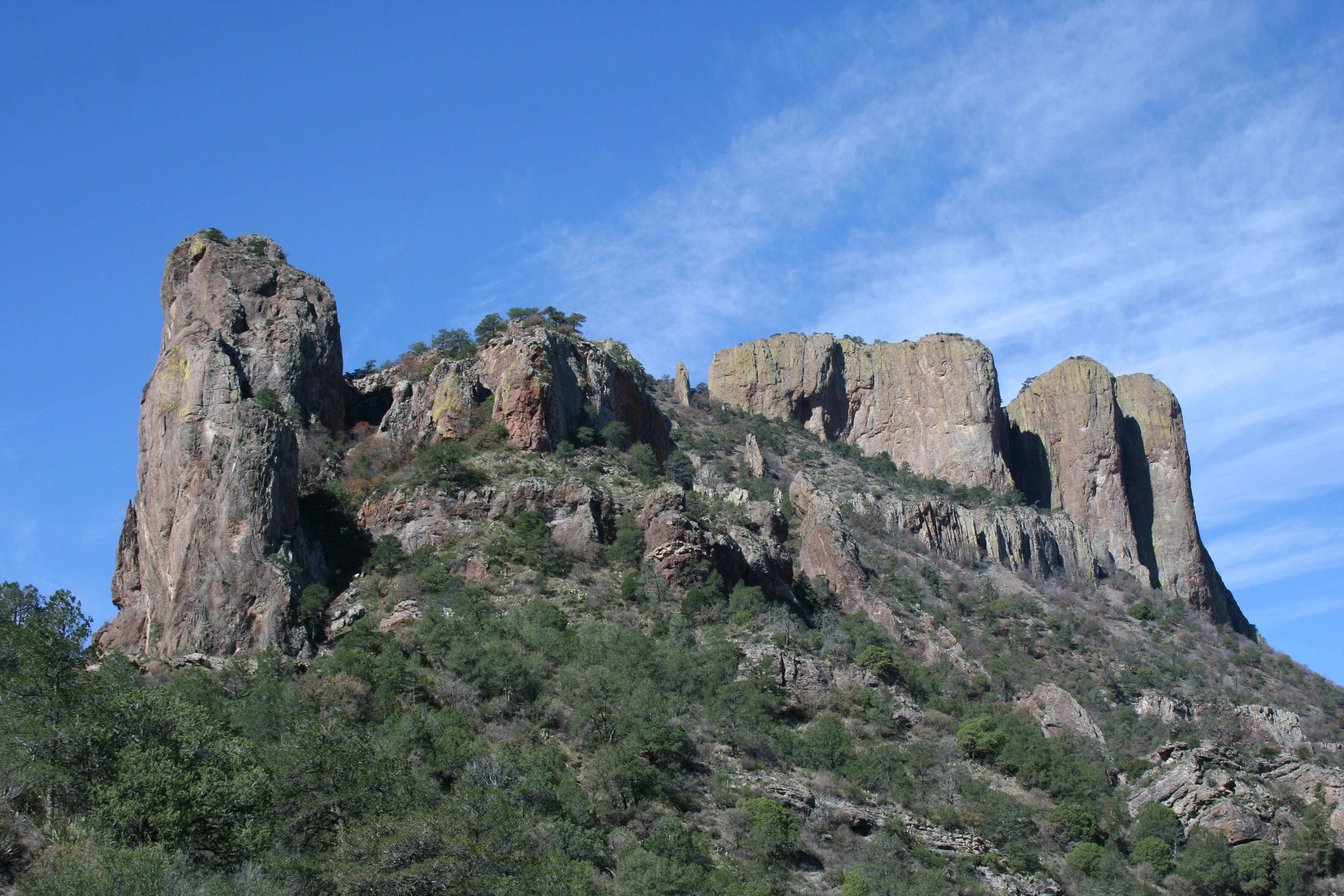
Casa Grande, uma icônica formação rochosa
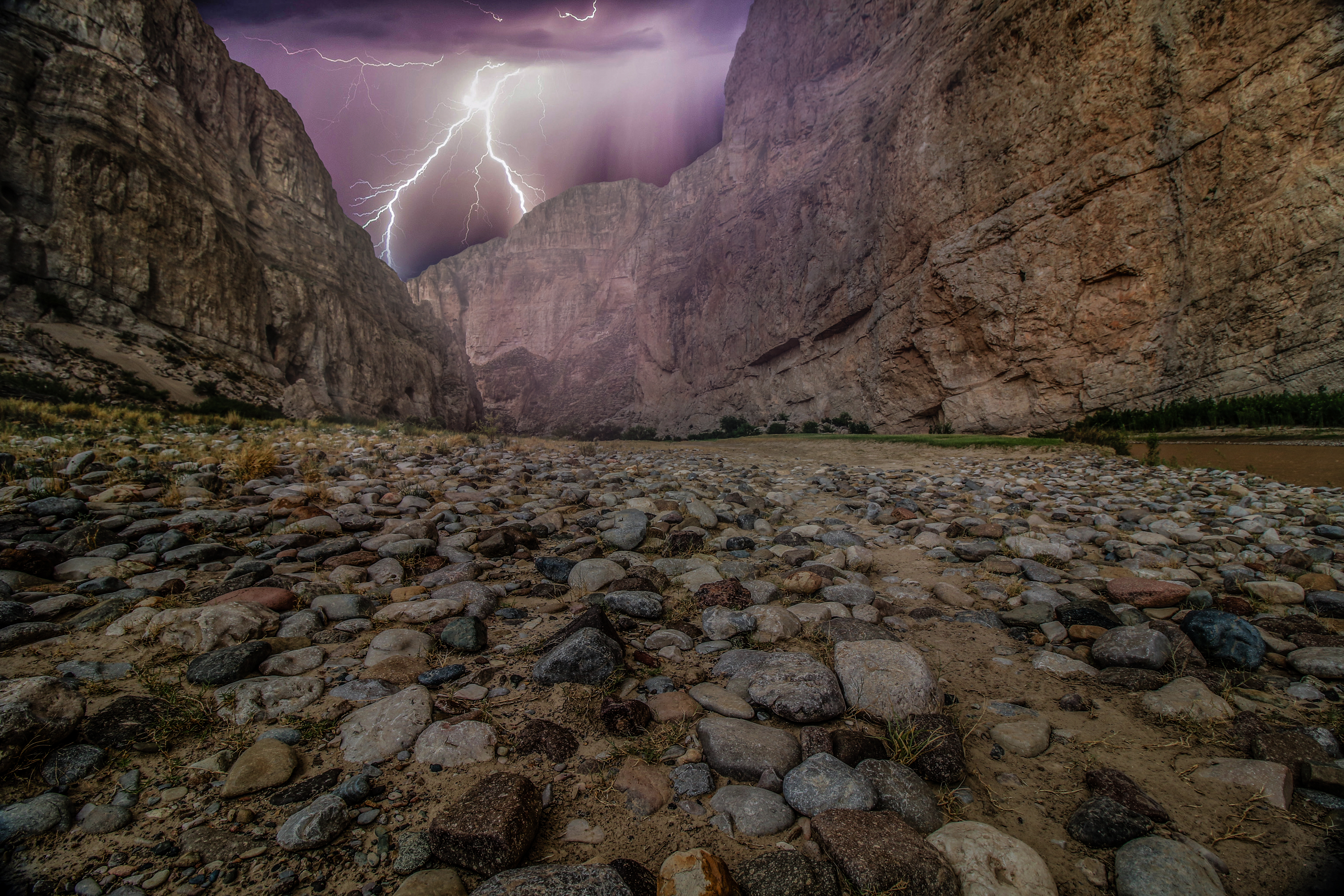
Boquillas canyon durante uma tempestade
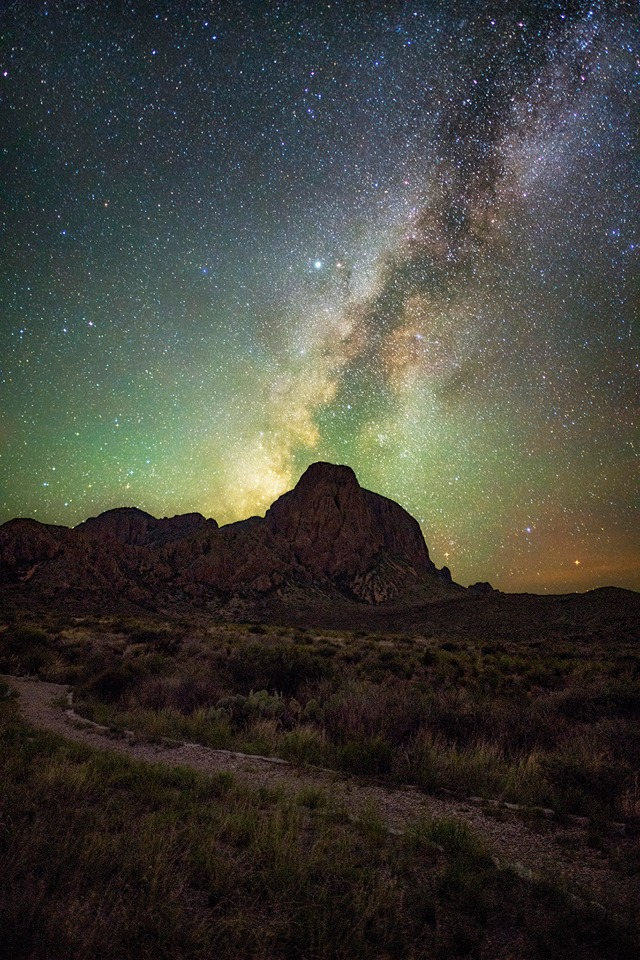
Montanhas Chisos e a Via Láctea

Pico Emory, ponto mais elevado do Parque Nacional de Big Bend